# Tanystylum californicum
Tanystylum californicum är en havsspindelart som beskrevs av Hilton, W.A. 1939. Tanystylum californicum ingår i släktet Tanystylum och familjen Ammotheidae. Inga underarter finns listade i Catalogue of Life.